# Liste der Bodendenkmäler in Heinsberg
Die Liste der Bodendenkmäler in Heinsberg enthält die denkmalgeschützten unterirdischen baulichen Anlagen, Reste oberirdischer baulicher Anlagen, Zeugnisse tierischen und pflanzlichen Lebens und paläontologischen Reste auf dem Gebiet der Stadt Heinsberg im Kreis Heinsberg in Nordrhein-Westfalen (Stand: August 2020). Diese Bodendenkmäler sind in Teil B der Denkmalliste der Stadt Heinsberg eingetragen; Grundlage für die Aufnahme ist das Denkmalschutzgesetz Nordrhein-Westfalen (DSchG NRW).
| Bild           | Bezeichnung              | Lage             | Beschreibung | Bauzeit | Eingetragen seit | Denkmal- nummer |
| -------------- | ------------------------ | ---------------- | --- | ------- | ---------------- | --------------- |
| BW             | Niederungsmotte          | Karken Karte     | Motte ca. 100 m östlich der Wolfhager Mühle. Durchmesser an der Basis 20 m, die Oberfläche bildet ein Plateau von 5 m (N-S) auf 3,5 m (W-O) bei einer Höhe von 4,50 m. Es handelt sich um den Kern einer teilweise abgetragenen Niederungsmotte. |         | 10.04.1985       | B 01            |
| BW             | Niederungsmotte          | Randerath Karte  | 150 m südlich der Kirche liegt in der sumpfigen Wurmniederung auf einem Hügel Schloss Randerath. Das Gebäude aus dem 18. Jh. Mit seinen verschiedenen älteren Teilen steht auf einer Motte von ca. 60 m Durchmesser und mehreren Metern Höhe. Am Südfuß des Burghügels sind verschiedene Mauerreste eines 120 cm starken Ziegelmauerwerkes (Feldbrand) erhalten. Die gesamte Anlage war von einer heute versumpften Wasserfläche umgeben, die im nördlichen Bereich jedoch verfüllt ist, um eine Rampe als Zufahrt zum Schloss zu schaffen. |         | 10.04.1985       | B 02            |
| BW             | Niederungsmotte          | Karken Karte     | Maximale Ausdehnung an der Basis ca. 22 m von NW nach SO und ca. 20 m von SW nach NO. Bei einer Höhe von knapp 4 m und Böschungen von ca. 8,50 m besitzt der Hügel ein ovales Plateau von 9 m (NW-SO) auf 3,50 m (SW-NO). Es handelt sich um eine teilweise abgetragene Niederungsmotte. Von den ursprünglich sicher vorhandenen Gräben zeichnen sich im umliegenden Wiesengelände keine Spuren mehr ab. |         | 10.04.1985       | B 03            |
| BW             | Wall (bei Haus Hülhoven) | Oberbruch Karte  | Etwa 120 m östlich des Schlossgebäudes verläuft entlang der SO-Seite einer alten mit großen Bäumen bestandenen Allee ein Wall von ca. 4 m Basisbreite und 1 m Höhe. Er setzt sich auch über das SW-Ende der Allee hinaus bis zu einem neueren Bauteil fort, wo er einplaniert ist. In nordöstlicher Richtung kann seine Spur über die Böschung hinab ins Tal bis an die Straße verfolgt werden, die in der Talsohle verläuft. Funktion und genaue Zeitstellung des Walles sind unbekannt. |         | 10.04.1985       | B 04            |
| weitere Bilder | Burgruine                | Heinsberg Karte  | Bei diesem weitgehend künstlich aufgeschüttetem Hügel handelt es sich um die größte bekannte Motte im Rheinland. Sie bildete die ehemalige Stammburg der Edelherren von Heinsberg, die im 11. Jh. erstmals erwähnt wurden. Im Süden und Norden des Burgplateaus sind Mauerreste von 4-5 m Höhe erhalten, wobei es sich um Reste der Burg und der spätmittelalterlichen Befestigung handelt, die wahrscheinlich aus dem 12. Jh. stammt. |         | 13.02.1986       | B 05            |
| BW             | Haus Herb (ehemaliges)   | Dremmen Karte    | 1,2 km südlich der Ortsmitte Dremmen liegt im offenen Wiesengelände das Areal des ehemaligen Hauses Herb. Die Anfänge des Hauses Herb und seine frühe Entwicklung sind bis heute unbekannt. Es wird vermutet, dass der Ursprung des Anwesens in Zusammenhang mit dem frühmittelalterlichen Landesausbau steht und dass der Ort Herb in Anlehnung an das herrschaftliche Haus entstand. Die früheste Erwähnung geht auf das Jahr 1469 zurück. Haus Herb bestand aus zwei wasserumgebenen Inseln, die durch eine Landbrücke miteinander verbunden waren. Die südliche Insel war rund und mit dem Herrenhaus bebaut, die nördliche hatte eine rechteckige Grundform und nahm die Wirtschaftsgebäude auf. Von hier aus erreichte man über eine weitere Erdbrücke nach Westen das Umland. |         | 08.07.1986       | B 06            |
| BW             | Panzergraben             | Randerath Karte  | Nordwestlich des Ortsteils Himmerich befindet sich zwischen Teichbach und Wurm, in der Flur „Zwischen den Gräben“, das Teilstück eines Panzergrabens des Westwalls. Von dem im Wurmtal zwischen Schloss Trips und der Rur 1940 geplanten Panzergraben haben sich neben dem Teilstück bei Himmerich noch Reste bei Schloss Trips und Kaphof erhalten. |         | 18.04.1991       | B 07            |
| BW             | Innenstadtbereich        | Heinsberg Karte  | Die Siedlungsbefunde im Bereich der mittelalterlichen Stadt und Burg Heinsberg gehören aus bodendenkmalpflegerischer Sicht zu den bedeutenden Zeugnissen mittelalterlicher Stadtentwicklung im Rheinland. Neben den historischen Überlieferungen bieten die durch zahlreiche Beobachtungen und Funde im Boden nachgewiesenen archäologischen Zeugnisse umfangreiche Erkenntnisse zur Stadtgeschichte. Aufgrund des guten Erhaltungszustandes sind Spuren älterer Besiedlung und Bebauung aus der Frühzeit Heinsbergs zu erwarten und damit Bodenurkunden zur ältesten Siedlungsgeschichte der Burg der Stadt. |         | 20.06.2006       | B 12            |
| BW             | Würzburg-Riese-Radar     | Kirchhoven Karte | Im Ortsteil Kirchhoven, 2,2 km westlich von Heinsberg, liegt in der Feldflur der Sockel einer Radaranlage aus dem Zweiten Weltkrieg. Es handelt sich dabei um einen sechseckigen Sockel einer Würzburg-Riese-Radarstellung. |         | 11.10.2013       | B 13            |